# Han kommer på himmelens skyar
Han kommer på himmelens skyar är en psalm med text skriven 1938 av Einar Rimmerfors. Musiken skrevs 1950 av Jacob Nyvall. 1980 bearbetades texten i samband med att psalmen fick en ny melodi skriven i Tyskland på 1500-talet (eller i Köpenhamn 1569/Kangasala 1624).

## Publicerad i
- Psalmer och Sånger 1987 som nr 734 (Nyvall) under rubriken "Framtiden och hoppet - Kristi återkomst".[1]
- Psalmer och Sånger 1987 som nr 735 (1500-talet i Tyskland) under rubriken "Framtiden och hoppet - Kristi återkomst".[1]